# إيك ماكاي
إيك ماكاي هو لاعب كرة قدم كندي في مركز الهجوم، ولد في 2 أغسطس 1948 في Gabriola Island ‏ في كندا. شارك مع منتخب كندا لكرة القدم. أما مع النوادي، فقد لعب مع بورتلاند تيمبرز.

## وصلات خارجية
- إيك ماكاي على موقع الاتحاد الدولي (مؤرشف)  (الإنجليزية)
- إيك ماكاي على موقع ناشيونال فوتبول تيمز (الإنجليزية)
- إيك ماكاي على موقع عالم كرة القدم.نت (الإنجليزية)